# Кольонка
Кольонка (пол. Kolonka) — село в Польщі, у гміні Пйонки Радомського повіту Мазовецького воєводства.